# Faridi Mussa
Faridi Mussa, né le 21 juin 1996 à Morogoro, est un footballeur international tanzanien. Il évolue au poste d'ailier au CD Tenerife B.

## Biographie

### En sélection
Il reçoit sa première sélection en équipe de Tanzanie le 19 novembre 2013, en amical contre le Zimbabwe. Il participe ensuite quelques semaines plus tard à la Coupe CECAFA des nations 2013, compétition lors de laquelle il joue deux matchs. La Tanzanie s'incline en demi-finale face au Kenya.
Par la suite, il dispute quatre matchs rentrant dans le cadre des éliminatoires du mondial 2018.

## Palmarès
- Champion de Tanzanie en 2014 avec l'Azam FC
- Vice-champion de Tanzanie en 2015 et 2016 avec l'Azam FC
- Vainqueur de la Coupe Kagame inter-club en 2015 avec l'Azam FC